# Murus Romuli

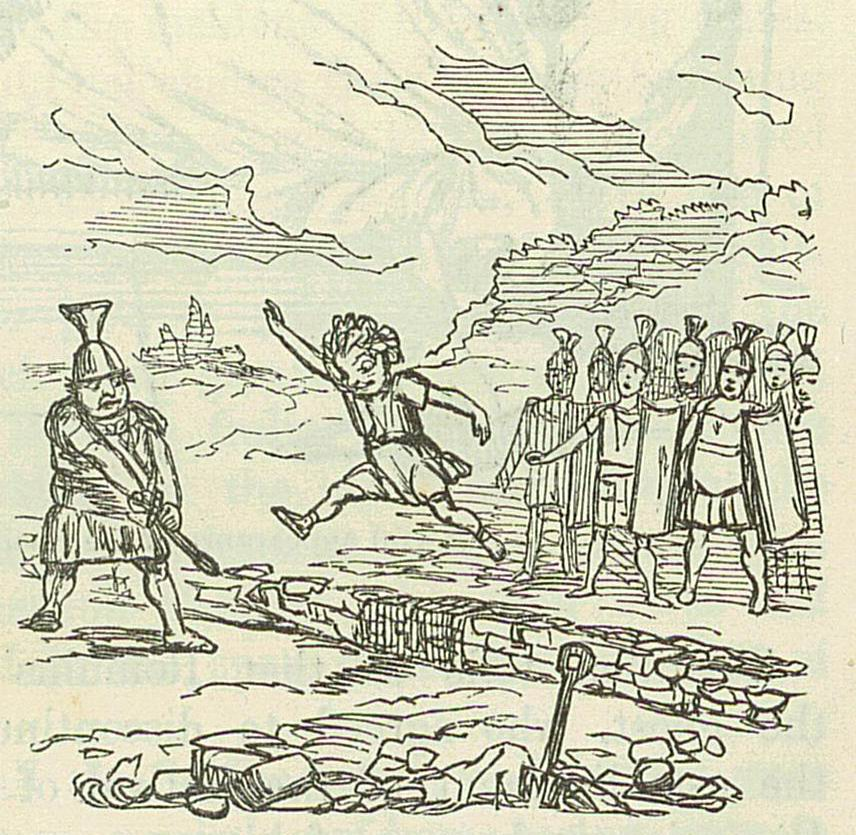
Rémus sautant par-dessus le mur de Romulus dans lHistoire comique de Rome de 1850.

Murus Romuli (expression latine pour « Mur de Romulus ») est le nom donné à un mur construit pour protéger le mont Palatin, centre des sept collines de Rome, une des parties les plus anciennes de la ville. Une ancienne tradition veut que ce mur ait été construit par Romulus.

## Description

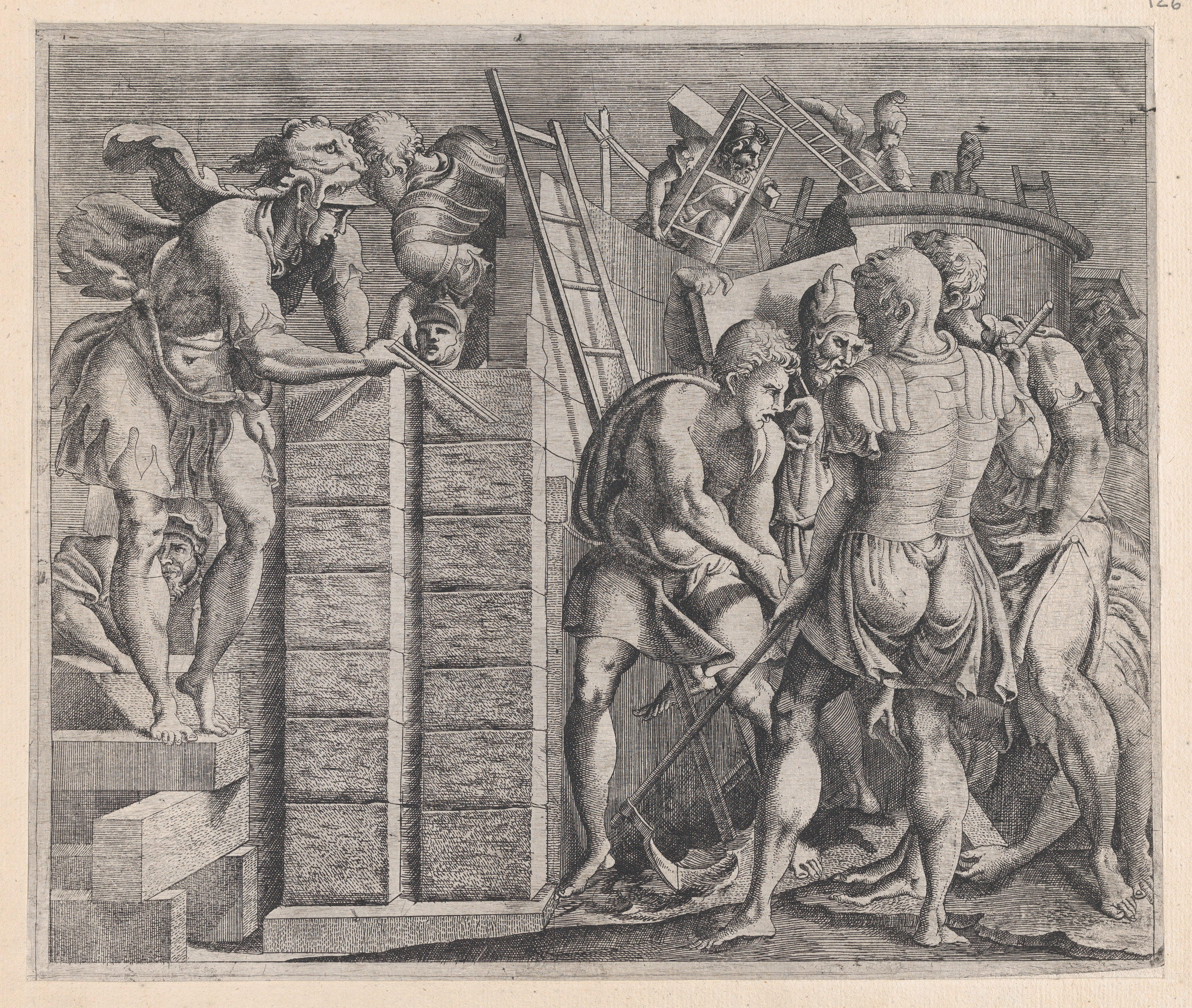
Une représentation du XVIe siècle de Romulus et Rémus construisant les murs de Rome.

### Murus Romulidont parlent les historiens antiques
Selon Tacite, le sillon creusé par le héros — le sulcus primigenius - partait d'un point du Forum Boarium, marqué par la suite par la Bulle de bronze de Myron  et suivait la vallée entre le Palatin et l'Aventin jusqu'à l'autel de Consus, la vallée entre le Palatin et le Cælien jusqu'aux Curiæ Veteres, le versant oriental de la colline jusqu'au Sacellum Larum. Il dit que l'Ara Maxima d'Hercule était incluse dans le sillon, et Denys affirme que le temple de Vesta était à l'extérieur. Le sillon suivait le pied des falaises, ou pentes, du Palatin, son cours étant marqué par des cippes de pierre. Certains allèguent que la ville de Romulus était carrée (τετράγωνος — Roma quadrata).

### Selon  Rodolfo Lanciani
D'après Rodolfo Lanciani, les murs ou le pomerium de Romulus ne peuvent être considérés comme formant un carré ni  qu'une ligne tirée d'au-delà de l'Ara Maxima jusqu'à l'Ara Consi ne puisse passer « le long du pied des falaises du Palatin » (per ima montis Palatini) car la vallée alors couverte d'eau était assez profonde pour être  parcourue en barque, de sorte qu'on ne pouvait ni y creuser un sillon, ni ériger des cippi de pierre pour marquer la ligne du sillon. Les marais s'étendaient au sud-est jusqu'aux Curiæ Veteres, au nord-ouest jusqu'au temple de Vesta  et la forme des murs du Palatin était plutôt trapézoïdale, comme celle d'un terramare de la vallée du Pô, que carrée comme un « templum étrusque » ; le nom de Roma Quadrata n'appartenait pas à la ville sur la colline, mais à l'autel, qui se trouvait devant le temple d'Apollon. Bien que l'on pense généralement que Romulus est un simple personnage mythique, des chercheurs, comme Andrea Carandini, qu'il est un véritable personnage historique,.

## Archéologie moderne

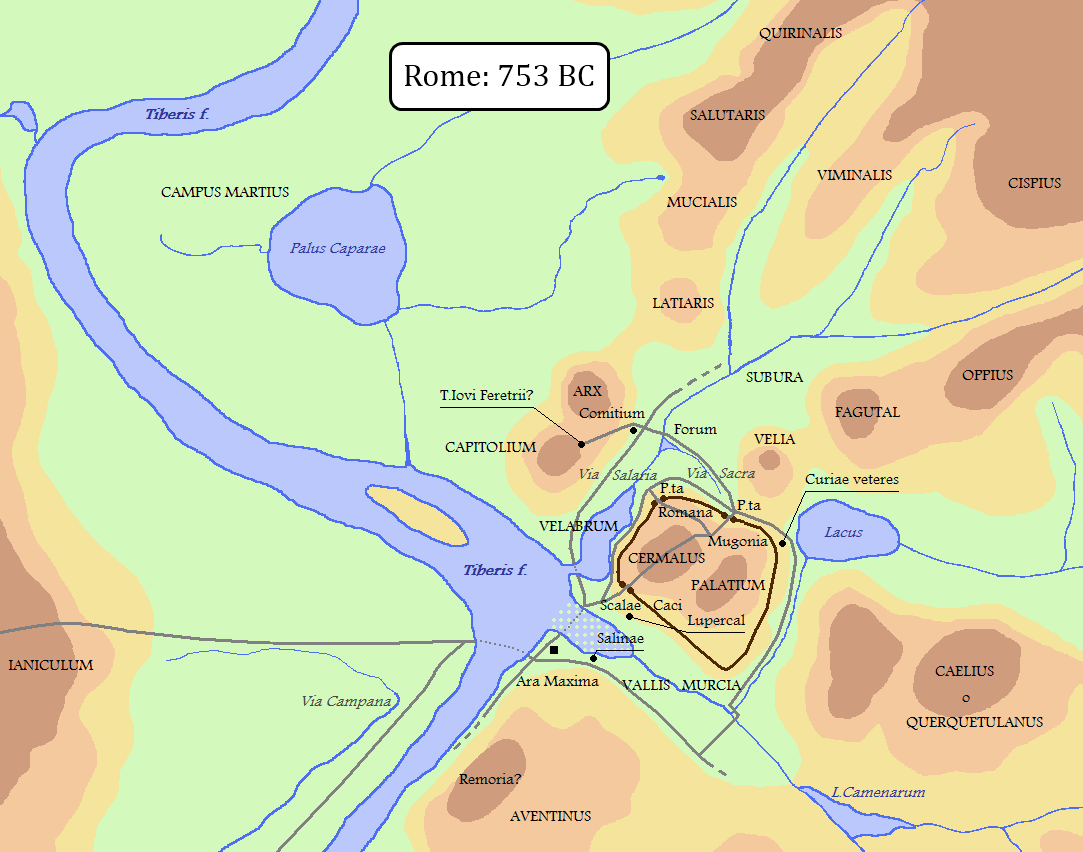
Tracé conjecturel des premiers murs romains, avec les conditions du terrain environnant au milieu du

En 1988, les vestiges d'un ancien mur défensif sont découverts sur le versant nord du mont Palatin. Les archéologues qui ont fouillé le site affirment que le mur et d'autres découvertes à proximité indiquent que Rome serait devenue une société dynamique, au moins aux VIIe et VIe siècles av. J.-C.. Dans les années 2010, des restes archéologiques indiquent que les premières traces de peuplement dans la région remontent à environ 1000av. J.-C.  avec une organisation  attestée par l'établissement de la nécropole de la colline Esquiline et d'un mur d'argile et de bois au pied de la colline Palatine datant du milieu du VIIIe siècle av. J.-C.. Les territoires marécageux environnants n'ont pas été asséchés avant le milieu du VIIe siècle av. J.-C..